# نورمحمد قرقین
نورمحمد قرقین (زاده ۱۹۵۳ ولسوالی قرقین، ولایت جوزجان) سیاستمدار افغانستانی ترکمن است. او از سال ۱۳۸۳ تا ۱۳۸۵ به عنوان وزیر معارف افغانستان و از سفیر افغانستان در قرقیزستان خدمت کرده‌است.
در سال ۱۹۷۸، وی به عنوان نماینده ازبک و ترکمن در وزارت معارف شروع به کار کرد و بعداً رئیس صنعت گاز و نفت حیرتان شد. پس از حمله شوروی به افغانستان وی به پاکستان نقل مهاجرت کرد و در جنبش ملی اسلامی افغانستان به رهبری عبدالرشید دوستم، علیه رژیم کمونیستی جنگید. نورمحمد در دسامبر سال ۲۰۰۱ به افغانستان بازگشت و در لویه جرگه اظطراری ایجاد دولت و قانون اساسی جدید افغانستان نقش داشت.

## فعالیت‌ها
در اولین انتخابات ریاست‌جمهوری پس از سقوط طالبان، وی مدیر کمپاین‌های انتخاباتی موفقیت آمیز حامد کرزی، در شمال افغانستان بود. قرقین میان سالهای ۲۰۰۲ و ۲۰۰۴ وزیر کار و امور اجتماعی افغانستان در دولت انتقالی و از سال ۲۰۰۴ الی ۲۰۰۶ به عنوان وزیر معارف در دولت اول کرزی منصوب شد.
در دولت دوم کرزی قرقین وزیر نشد و به سفارت افغانستان در قرقیزستان منصوب شد؛ او تا تاریخ ۳۰ سپتامبر ۲۰۱۶ در این سِمَت بود.